# Świerzawa
Świerzawa (Duits: Schönau an der Katzbach) is een stad in het Poolse woiwodschap Neder-Silezië, gelegen in de powiat Złotoryjski. De oppervlakte bedraagt 1,76 km², het inwonertal 2474 (2005).

## Verkeer en vervoer
- Station Świerzawa

## Geboren
- Elisabeth Volkenrath (1919-1945),  Duitse SS-Oberaufseherin van diverse concentratiekampen tijdens de Tweede Wereldoorlog